# Friedrich Joppich
Friedrich „Fritz“ Joppich (* 1. Mai 1888 in Degersheim, Schweiz; † 24. September 1979) war ein deutscher Kleintierzüchter und Fachbuchautor. Friedrich Joppich prägte über 60 Jahre fachlich und organisatorisch die Rassekaninchenzucht in Deutschland, machte sich aber auch um die Zucht und den Import von Pelztieren sowie die Rassegeflügelzucht verdient.

## Leben
Friedrich Joppich wurde am 1. Mai 1888 als Sohn deutscher Eltern in Degersheim im Kanton St. Gallen in der Schweiz geboren. Seine Eltern waren Handwerker. Bereits als Kind begann er Kaninchen zu züchten, mit 15 Jahren stellte er erstmals Kaninchen aus, mit 20 Jahren wurde er Preisrichter und war auf allen größeren Schauen der Schweiz tätig. 1911 organisierte er in Degersheim die erste Schweizer Clubschau für Holländerkaninchen, mit nur 25 Jahren wurde er zum Ehrenmitglied des Schweizerischen Französische-Widder-Clubs ernannt. Friedrich Joppich war in den Jahren vor dem Ersten Weltkrieg an der Gründung verschiedener Schweizer Rassekaninchen-Spezialclubs beteiligt. Die von ihm gezüchteten Tiere erhielten auf internationalen Ausstellungen Ehrendiplome und erste Preise.
Beim Ausbruch des Ersten Weltkrieges wurde Joppich als deutscher Staatsbürger zum Kriegsdienst nach Deutschland eingezogen. Nach dem Krieg kehrte Joppich nicht in die Schweiz zurück, da er keine Möglichkeit sah, dort Arbeit zu finden.
Nach kurzer Tätigkeit in Mecklenburg als Geflügelzuchtleiter zweier Güter zog er 1919 nach Hamburg. 1928 gründete Joppich in Boberg bei Hamburg eine vielbeachtete Farm für Pelztiere und Kaninchen, wohin zum Beispiel die ersten nach Deutschland importierten Nutrias kamen. Daneben arbeitete er zwischen 1928 und 1931 als fachlicher Berater beim Aufbau einer Pelztierfarm in Puschkino bei Moskau.
Joppich importierte in dieser Zeit verschiedenste Kaninchenrassen und war an der Herauszüchtung anderer Rassen intensiv beteiligt, er wurde zu dieser Zeit Ehrenmitglied der Deutschen Preisrichtervereinigung. Das Ende des Zweiten Weltkrieges erlebte Joppich in Brieselang in Osthavelland und blieb danach in der DDR, wo er wieder intensiv am Aufbau der Rassekaninchenzucht beteiligt war, zuerst in der Vereinigung der gegenseitigen Bauernhilfe (VdgB), in der Fachkommission Rassekaninchenzüchter und danach als Leiter der Fachrichtung Rassekaninchen des Zentralvorstandes des Verbandes der Kleingärtner, Siedler und Kleintierzüchter der DDR (VKSK). Als einer seiner größten Leistungen wurde die Zusammenstellung großer Transporte von Zuchtkaninchen für die Sowjetunion bezeichnet. Die Transporte, von denen Joppich von der Deutschen Gesellschaft für Kleintierzucht und Pelztierzucht betraut worden war, umfassten insbesondere die Wirtschaftsrassen Belgischer Riese, Weißer Riese, Champagner (Franzosensilber), Blaue Wiener, Weiße Wiener, Großchinchilla und Kleinchinchilla.  Der Auftrag kam von der zuständigen russischen Importorganisation, die zum Aufbau eigener Zuchten zahlreiche Edelpelztiere und hochwertige Zuchtkaninchen importierten.
Friedrich Joppich erhielt in der DDR diverse Ehrungen, so wurde er als Verdienter Aktivist, Verdienter Züchter und mit der Verdienstmedaille der DDR ausgezeichnet. Da Joppich auch als Geflügelzüchter und Geflügelpreisrichter sehr erfolgreich war, wurde er 1952 zur 100-Jahr-Feier der Deutschen Rassegeflügelzucht mit der Robert-Oettel-Ehrennadel geehrt.
Sein Fachbuch Das Kaninchen, dessen erste Ausgabe 1959 erschien, erlebte mehrere Auflagen.

## Werke
- Rohfell-Gewinnung und Verwertung (1933, zusammen mit R. Fritzsche und Curt Kniesche)
- Unsere Kaninchen-Wirtschaftsrassen (1944)
- Kaninchen: Zucht und Haltung (1945)
- Trächtigkeitskalender unserer Haus- und Pelztiere. Brutkalender für das Haus- und Ziergeflügel (1947)
- Unsere Kaninchen als Helfer (1949)
- Das Kaninchen (1959)
- Kleintierhaltung (1984, zusammen mit Karl Friedemann)